# Завтрашние дни
«Завтрашние дни» (иер. трад. 天長地久, упр. 天长地久, кант.-рус.: Тянь чан ди цзю, англ. Days of Tomorrow) — гонконгская драма 1993 года, режиссёр Джеффри Лау. Главные роли в фильме исполнили Энди Лау, Джей Лау, Кэрри Ын и Дини Ип.
Картина получила четыре номинации на 13-й Гонконгской кинопремии.

## Сюжет
Юная девушка Янь (Хилари Цуй) выросла без отца. Её мать (Ип Санг) скрывает от неё правду, что Янь на самом деле дочь когда-то известного актёра Фонг Так-Шинга (Энди Лау). Янь пытается узнать у тех, кто когда-то знал её отца и был с ним близок, что с Фонгом случилось и почему мать скрывает от неё правду.

## В ролях
- Энди Лау — Фонг Так-Шинг
- Джей Лау — Линг / Лили
- Кэрри Ын — Нэнси
- Дини Ип — мама Линг
- Хилари Цуй — Янь
- Ип Санг — Шеунг
- Лау Конг[англ.] — Лам
- Генри Фонг — мистер Луи
- Дэнни Пун — Бан
- Кеннет Чан[англ.] — кинозвезда
- Пауэр Чан[англ.] — Лонг
- Ли Сиу-кей[англ.] — Кеунг
- Лам Сын Мо — любовника Шеунга
- Дэниел Ю — режиссёр
- Эрик Конг — Чонг

## Награды и номинации
| Награды                     | Награды                    | Награды                 | Награды   |
| Кинопремия                  | Категория                  | Лауреат / претендент    | Результат |
| --------------------------- | -------------------------- | ----------------------- | --------- |
| 13-я Гонконгская кинопремия | Лучший новый актёр         | Джей Лау                | Номинация |
| 13-я Гонконгская кинопремия | Лучшая операторская работа | Артур Вон               | Номинация |
| 13-я Гонконгская кинопремия | Лучшая работа художника    | Джеймс Люн Ва Сэнг      | Номинация |
| 13-я Гонконгская кинопремия | Лучший монтаж              | Кит-Вай Кай, Патрик Там | Номинация |